# Hydroptila angustata
Hydroptila angustata är en nattsländeart som beskrevs av Martin E. Mosely 1939. Hydroptila angustata ingår i släktet Hydroptila och familjen smånattsländor. Inga underarter finns listade i Catalogue of Life.